# Douz
Douz è una città della Tunisia conosciuta come "la porta del Sahara" ospitata da quella che anticamente era l'oasi più importante della zona.
In essa vive un numeroso gruppo di appartenenti alla etnia M'razig.
Fino ad epoche recenti è stata un'importante sosta per le carovane negli spostamenti tra il Sahara e la Tunisia settentrionale.
Ospita uno dei mercati più caratteristici del paese dove quotidianamente si vendono spezie, prodotti artigianali, fino ad arrivare ad asini e dromedari.

## Economia e turismo
L'economia della città, pur non essendo particolarmente fiorente dispone di notevoli vantaggi rispetto ai villaggi circostanti.
Il terreno è fertile in questa ristretta zona, e la coltivazione delle palme da dattero è una grossa fonte di entrate per la popolazione.
Gli introiti derivanti dai passati scambi commerciali dell'oasi, sono oggi sostituiti e rafforzati dal turismo che negli ultimi decenni ha avuto un notevole incremento. Da qui partono gran parte delle spedizioni in fuoristrada 4x4, per turisti avventurosi che intendono visitare le dune sabbiose dell'Erg sahariano.

## Festival del Sahara
Annualmente, in particolare nei mesi di novembre e dicembre, in quest'oasi viene svolto il "Festival del Sahara", che richiama tutte le tribù nomadi da Tunisia, Algeria, Libia ed Egitto.
La manifestazione folcloristica, che dura quattro giorni, si svolge come una sorta di olimpiadi del deserto. Si apre con una grande parata, seguita da canzoni, balli, cerimonie e matrimoni tradizionali. Ospita corse di dromedari, dimostrazioni di caccia al coniglio, in velocità, a dorso di cavalli e dromedari. Gli eventi più spettacolari vengono chiamati "fantasias", dove i cavalieri beduini si caricano attraverso il deserto. 
Il tutto è farcito con un bazar serale, mostre, spettacoli artistici e musicali.

## Amministrazione

### Gemellaggi
- Isernia